# Municipio de Cook (Pensilvania)
El municipio de Cook (en inglés: Cook Township) es un municipio ubicado en el condado de Westmoreland en el estado estadounidense de Pensilvania. En el año 2000 tenía una población de 2,403 habitantes y una densidad poblacional de 19 personas por km².

## Geografía
El municipio de Cook se encuentra ubicado en las coordenadas 40°07′00″N 79°15′59″O / 40.11667, -79.26639.

## Demografía
Según la Oficina del Censo en 2000 los ingresos medios por hogar en la localidad eran de $39,205 y los ingresos medios por familia eran $46,336. Los hombres tenían unos ingresos medios de $29,154 frente a los $25,341 para las mujeres. La renta per cápita para la localidad era de $18,547. Alrededor del 6,4% de la población estaban por debajo del umbral de pobreza.